# Oligometra carpenteri
Oligometra carpenteri is een haarster uit de familie Colobometridae.
De wetenschappelijke naam van de soort werd in 1884 gepubliceerd door Francis Jeffrey Bell.